# Mottetto per San Paolino
Il Mottetto per San Paolino è una composizione sacra di Giacomo Puccini.
Dedicato al patrono di Lucca, San Paolino, fu eseguito per la prima volta all'Istituto Musicale Giovanni Pacini di Lucca, il 29 aprile 1877. Si tratta di uno dei lavori più importanti del giovane Puccini, all'epoca diciottenne. Prima del 1880 fu eseguito almeno altre tre volte. La prima ripresa in tempi moderni è avvenuta il 12 dicembre 1992 a Stoccarda, sotto la direzione di Helmut Rilling.

La partitura, di proprietà dell'editore Ricordi, non è pubblicata, ma il Mottetto si può ascoltare nelle incisioni dirette da Helmut Rilling (dalla ripresa del 1992) e Riccardo Chailly.
L'autografo pucciniano si trova in Francia, in una collezione privata. Una copia manoscritta è conservata presso l'Accademia d'Arte di Montecatini Terme.

## La musica
Il Mottetto per San Paolino è la prima di una serie di composizioni sacre che Puccini scrisse a Lucca. Ultimo discendente di una famiglia di Maestri di Cappella, negli anni di studio nella sua città natale Puccini aveva acquisito una solida preparazione contrappuntistica e una buona dimestichezza con il genere sacro. Non deve sorprendere, pertanto, che il futuro operista abbia esordito con un mottetto in latino. Ci è ignoto l'autore del testo, ma si presume che sia stato un amico prete di Puccini.
D'altro canto, il brano contiene espliciti rimandi alla musica teatrale contemporanea, o addirittura alla musica per banda. Esso si articola in forma A-B-A con coda finale.
La sezione A (Plaudite populi) è un episodio corale, in Allegro maestoso e in tonalità di La bemolle maggiore. Il tono solenne dell'incipit e i semplici passaggi ad imitazione sfociano in una melodia a intervalli ampi, dall'andamento danzante, in apparenza poco appropriata al contenuto del testo. Una possibile chiave interpretativa di questa incongruenza ce la dà lo stesso Puccini, elaborando alcuni anni dopo l'idea musicale in Edgar, questa volta non per un brano sacro, bensì per l'assolo con cui il personaggio di Tigrana prende in giro i fedeli che si sono recati alla funzione (Atto I - Sia per voi l'orazion).
La sezione B è costituita dall'assolo del baritono e si articola a sua volta in un Larghetto (Precibus nostris) e un Andante (Tu coelestium inter gaudis). Il Larghetto si basa su una melodia espressiva dei legni, dal respiro già tipicamente pucciniano, su cui si distende l'arioso del baritono. L'Andante richiama invece esplicitamente modelli operistici del recente passato, anche a causa del ritmo suggerito dai versi ottonari, accentati sulle sillabe terza e settima. La lunga melodia, affidata questa volta alla voce, è suddivisa in frasi regolari ma culmina in alcuni passaggi cromatici nei quali alcuni critici hanno ravvisato l'influsso di Richard Wagner. È ripetuta una seconda volta, arricchita nell'accompagnamento. Dopo un'ulteriore, breve ripresa orchestrale, affidata al tremolo degli archi, la sezione è chiusa da una tradizionale cadenza vocale.
La ripresa della sezione A corrisponde letteralmente alla sezione iniziale, ma è seguita da una stretta dalle dinamiche insolitamente contenute, con funzione di coda, resa ulteriormente spiritosa dagli interventi del sistro.

## Testo
Coro
Plaudite populi Lucensi antistiti
fidelium undique resonet vox.
Cantate gloriam sancti Patroni
per quem refulsit divina fax.
Baritono solo
Precibus nostris sancte praesul intende
et in divina fide corda nostra accende.
Tu coelestium inter gaudia
audi precor tuos fideles,
nostra pectora confirma
maesto cordi pacem da.
Te patrono nos felices
nos incensi divi amoris
Christi nomen collaudantes
perveniemus coram te.
Coro
Plaudite populi Lucensi antistiti
fidelium undique resonet vox.
Cantate gloriam sancti Patroni
per quem refulsit divina fax.
Cantate, plaudite! Alleluja.

## Organico
- baritono solista
- coro a 4 voci (soprani, contralti, tenori, bassi)
- ottavino, 2 flauti, 2 oboi, 2 clarinetti in Sib, 2 fagotti,
- 2 corni in Mib, 2 trombe in Mib, 3 tromboni, oficleide,
- timpani, sistro
- archi